# Elecciones en la República romana

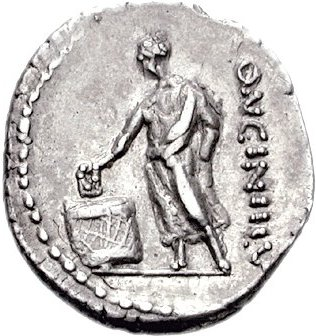
Una moneda de 63 a. C. que representa a un romano emitiendo un voto.

Las elecciones en la República romana eran una parte esencial de su gobierno, y la participación solo estaba permitida a los ciudadanos romanos. Los intereses de la clase alta, centrados en el entorno político urbano de las ciudades, a menudo superaron las preocupaciones de la clase baja diversa y desunida; mientras que a veces, los que ya estaban en el poder preseleccionaban a los candidatos para el cargo, lo que reducía aún más el valor de la opinión de los votantes. Al principio, los mismos candidatos permanecieron distantes de los votantes y se abstuvieron de hacer presentaciones públicas (de hecho, en un momento se prohibió hacer discursos formales en un esfuerzo por centrarse en las políticas en lugar del carisma del candidato), pero luego más que compensado por el tiempo perdido con el soborno habitual, la coerción y las promesas vacías. A medida que la práctica de las campañas electorales creció en uso y extensión, el grupo de candidatos ya no se limitó a un grupo selecto con riquezas y alcurnia. En cambio, muchos más ciudadanos comunes tuvieron la oportunidad de postularse para cargos públicos, lo que permitió una representación más equitativa en las decisiones gubernamentales clave.
Durante la República romana, los ciudadanos elegirían anualmente a casi todos los funcionarios. Las elecciones populares para altos cargos fueron socavadas en gran medida y luego concluidas por Augusto (r. 27 a. C.-14 d. C.), el primer emperador romano. Sin embargo, las elecciones romanas continuaron a nivel local.

## Estructura y proceso
En el origen de la República, los únicos cargos elegidos eran los dos cónsules; a lo largo de la República se fueron agregando nuevos cargos públicos y al final de la República se elegían 44 cargos públicos. Todos eran elegidos anualmente para mandatos de un año excepto el censor, cuyo mandato abarcaba un lustro. Los únicos cargos públicos que no eran cargos electos fueron el de dictador y su adjunto el Maestro de Caballería, quienes eran nombrados pero solo en circunstancias de emergencia.
Los titulares de cargos públicos eran elegidos por diferentes asambleas. La comitia centuriata elegía los cargos superiores de cónsul, pretor y censor. Esta asamblea dividía a todos los ciudadanos varones adultos en 193 centurias. Su organización descendía de la del primer ejército romano, y los siglos se organizaron en niveles de rango y propiedad con équites de caballería en la parte superior y desarmados y sin propiedad en la parte inferior. Los cuestores y los ediles curules eran elegidos por la comitia tributa, mientras que los tribunos y ediles plebeyos eran elegidos por el concilio de la plebe. Estas se dividían en 35 tribus, unidades geográficas de votantes. La membresía de los dos es casi idéntica, con la única diferencia de que los patricios fueron excluidos del concilio de la plebe.
Para el centuriado, la votación estaba en orden descendente por estatus y riqueza. La primera clase de propiedad se dividiría primero en sus 35 tribus y luego dividiría cada tribu por edad formando los iuniores y los seniores. Esto formaría 70 centurias, cada una con un voto. Los iuniores votarían primero y uno de ellos sería elegido por sorteo. Este grupo, conocido como centuria praerogativa, sería el primero en votar, y sus resultados se anunciarían antes de que votaran de que cada otra centuria votara. Cicerón puso gran peso en la capacidad del anuncio de este primer resultado para influir en otros votantes. Después de la centuria praerogativa, los otros 34 iuniores anunciaban sus resultados simultáneamente. A continuación, los 35 seniores y los 18 équites emitirían sus votos. La primera clase de propiedad y los équites se combinaban por 98 votos, y si eran unánimes, un candidato sería declarado electo y ninguna otra centuria votaría. Si no se alcanzaba la mayoría, la votación continuaría a través de las clases de propiedad más bajas hasta que se alcanzara la mayoría.
La comitia tributa no tenía un orden de precedencia similar. Cada una de las 35 tribus votaba simultáneamente. Luego, los resultados se contaban y anunciaban en un orden determinado por sorteo. Una vez que un candidato alcanzaba la mayoría de 18 tribus, el conteo se detendría.
La votación en sí era originalmente oral y se iniciaba a través de la convocatoria de un magistrado para una reunión pública. Los candidatos se presentarían ante el electorado, sin haber preparado ningún tipo de discurso formal, y los votantes se separarían en diferentes secciones de la saepta (una gran estructura de madera sin techo con 35 divisiones) según la tribu. Cada división estaba conectada al tribunal de magistrados por un pons (tablón) sobre el que pasarían los votantes para emitir sus votos. Cada compartimento tenía sus votos tomados individualmente y luego entregados a los tabuladores del tribunal. Hasta el año 139 a. C., los ciudadanos emitían sus votos verbalmente indicando el nombre del candidato deseado, mientras que los rogatores (tabuladores) marcaban los votos en tablas de cera.
La lex Gabinia tabellaria del 139 a. C. introdujo el voto secreto, donde cada votante escribía las iniciales del candidato deseado en una pequeña tablilla de cera para colocar en una caja conocida como la cista a la salida de cada uno de los pontes. Para evitar la deshonestidad, los observadores electorales custodiaban las urnas y los tabuladores oficiales, ahora llamados custodios, contaban los votos. El proceso de votación en sí se producía en el foro romano ante el templo de Cástor y Pólux o ante la Rostra, aunque la limitación del espacio impedía que todas las tribus votaran a la vez.

## Campaña
Una campaña comenzaría cuando el magistrado encargado de las elecciones anunciaba el día de las elecciones. En el 98 a. C., la Lex Caecilia Didia fijó la duración de la campaña entre 17 y 25 días.
Una actividad central de la campaña era la campaña en terreno en el Foro. El candidato caminaba hasta él rodeado de un grupo de simpatizantes, para encontrarse con otro grupo de aliados en el Foro. Ahí, el candidato estrechaba la mano de los votantes elegibles. Un nomenclator, un esclavo que había sido entrenado para memorizar los nombres de todos los votantes, le susurraba al oído de algunos candidatos de modo que este pudiera saludarlos a todos los votantes por su nombre. La persona que se postulaba para el cargo usaría una toga especialmente blanqueada, conocida como toga candida, término desde el cual procede la palabra moderna candidato. Algunos candidatos pueden haber extendido su campaña a los mercados rurales alrededor de Roma, una vez que se permitió votar a los que estaban fuera de la ciudad.
Los mítines políticos no estaban permitidos en las elecciones romanas. Para atraer votantes, los candidatos celebraban banquetes y regalaban entradas para los juegos. Para pagarlos, un candidato tenía que ser rico o depender del patrocinio de amigos ricos. Hay casos de personas que se endeudaban ruinosamente para financiar sus campañas. No hubo intentos de restringir quién podía donar o cuánto, pero se aprobaron varias leyes que intentaban limitar el gasto de los candidatos en banquetes y juegos.

### Desarrollo de la candidatura
La votación pública en Roma fue originalmente un proceso que no permitía una verdadera elección popular. Después de que el Senado preparaba una lista de candidatos, era el magistrado quien reducía la lista a los dos candidatos que podrían competir por la nominación. Posteriormente en la República romana se estableció una práctica denominada professio, en la que los potenciales candidatos pasaban a «profesar al magistrado» su deseo de ser nominados a la candidatura. Esto llevó a los candidatos nominados a anunciar públicamente sus aspiraciones al cargo e incluso a «[realizar] su propia campaña en terreno», claramente haciendo campaña con la idea de la elección de los votantes en mente. Aun así, el poder del pueblo podría ser limitado, ya que hubo algunos casos en 201 a. C. y 169 a. C. cuando los candidatos sospechosamente fueron elegidos solo un día después de que se declararon candidatos, lo que, por supuesto, no permitiría tiempo real para que la gente estuviera al tanto de la oficialización de la candidatura, y mucho menos de votar, por tales elecciones de último minuto. En el siglo posterior, sin embargo, se establecieron reglas más concretas sobre el comportamiento y la campaña de los candidatos. Estas leyes impedían que las personas se declararan candidatas el día antes de una elección, requiriendo que la professio se hiciera antes de una fecha determinada.

### Estrategias de campaña
Los políticos que se postulaban para una posición de poder en la República romana seguían estrategias de campaña similares a las utilizadas por los políticos modernos. En una carta contemporánea escrita al candidato a cónsul Marco Cicerón por su hermano, Quinto, durante la campaña de Marco, Quinto escribió sobre las diversas estrategias de campaña que lo ayudarían a ser elegido. Uno de los consejos más importantes que enfatizó Quinto fue que Marco debería crear amistades con hombres de mayor estatus porque estos eran los hombres que tenían más influencia. Además de crear relaciones con los ricos, Quinto también le recomendó a Marco que «recuerde a todos los que están en deuda con usted que deben pagarle con su apoyo». Para tener la oportunidad de ser elegidos, los políticos necesitaban retirar los favores que se les debían porque necesitaban todo el apoyo que pudieran recibir. Además, de manera similar a la política moderna, los políticos de la República Romana necesitaban complacer a todos, ya sea que eso significara hacer promesas que sabían que no podían cumplir o simplemente ser muy amables. En la respuesta de Marco a su hermano, señaló que «la gente preferiría que les diera una mentira amable que una negativa absoluta».
Por lo tanto, lo único que importaba era que el político mantuviera contentos a todos, incluso si eso significaba mentir a sus seguidores. Además de la adulación y el intercambio de favores, los políticos incluso recurrirían a tácticas ad hominem; en particular, se pueden encontrar inscritos en las paredes de los edificios públicos de Pompeya numerosos ataques contra el carácter o el electorado de los opositores que se postulaban para un cargo. Algunos candidatos inteligentes (o sus partidarios) aparentemente garabateaban mensajes burlones que implicaban que solo personajes desagradables como «los ladrones furtivos ... toda la compañía de bebedores tardíos [y] madrugadores» que apoyaban al candidato contrario.

## Corrupción
Dado que la mayoría de los votantes consideraban que las elecciones eran irrelevantes para sus propias vidas, muchos candidatos recurrían al soborno para convencer a la gente de que votara. El soborno se convirtió en una práctica tan común en la última República que se consideró una parte normal del proceso político, y varió desde la flagrante promesa de dinero hasta simplemente organizar juegos y entretener a la gente. En algún momento durante la mitad del siglo II, Polibio notó la prohibición del soborno, pero esto resultó ser inútil ya que continuó siendo prominente en las elecciones y era muy difícil diferenciar entre el soborno y el sistema de patrocinio. Alguna evidencia sugiere que a medida que creció el dominio de la práctica, también creció el número de hombres que obtuvieron el consulado sin ningún cónsul en su familia. El cargo político, entonces, ya no estaba restringido a los de origen noble, y la República comenzó a pasar de un gobierno aristocrático a una naturaleza más oligárquica. Algunas fuentes afirman que el dinero obtenido de los sobornos en realidad ayudó a los votantes comunes a pagar el costo de la votación. De hecho, el mayor objetivo de esta corrupción fueron estos ciudadanos más pobres, lo que reveló que estos votantes aún tenían una influencia considerable en el resultado de las elecciones. Sin embargo, las consecuencias de tal corrupción provocaron una falta de fe en la constitución y el proceso político, lo que condujo, en parte, a la guerra civil.
La corrupción planteó el mayor problema en la última República, cuando los lucrativos beneficios de los altos cargos llevaron a elecciones más competitivas. Los candidatos fueron acusados con frecuencia de violar las leyes que restringían el gasto y también de sobornar directamente a los votantes. Los delitos electorales se conocían como ambitus, y se aprobó una larga serie de leyes que intentaban eliminarlos, aparentemente con poco efecto. En la elección consular del 59 a. C., tanto Julio César como su rival Bíbulo se comprometieron a grandes sobornos. En la elección del 54 a. C., dos candidatos prometieron la gran suma de los 10 millones de sestercios a la centuria praerogativa para su voto.

## Representación y electorado
Las elecciones en la República romana solían caracterizarse por la tensión entre patricios y plebeyos y, como ha demostrado en estudios modernos, estuvieron dominadas por la élite oligárquica. La comitia tributa en su superficie era equitativa, por ejemplo, pero en realidad trabajaba a favor de las élites que tenían los recursos para viajar a la ciudad para participar en las elecciones. El sistema romano de clientes y patrocinio también aseguraba que los votos de las clases bajas estuvieran vinculados a una élite. Si bien la votación fue más abierta, postularse para un cargo era mucho más restringido. Ser candidato suponía pruebas de propiedad estrictas y requería diez años de servicio militar. A lo largo de toda la historia de la República, las familias de la élite dominaron la carrera electoral y la obtención de cargos.
El grupo plebeyo, formado principalmente por agricultores rurales, ganó una mayor representación política solo lentamente con el tiempo. A mediados del siglo V a. C., los plebeyos habían ganado suficiente poder político para que una asamblea de ellos llamada Concilium (una consolidación de varias otras asambleas plebeyas inconexas) pudiera elegir diez tribunos, o representantes, anualmente. El Concilium se destacó por ser el primero en representar a todos los plebeyos, no solo a los de la ciudad. También fue una de las pocas asambleas de su tiempo que empleó la votación grupal, en la que cada tribu de plebeyos acordó emitir un solo voto, similar al colegio electoral estadounidense y algunos procesos del Parlamento británico. Sin embargo, cuando se trataba de elegir a los funcionarios y magistrados de mayor jerarquía, esa responsabilidad aún recaía en la comitia centuriata, que en su mayor parte estaba controlada por intereses patricios. Con el tiempo, eso también cambió para incluir los votos de más de 35 tribus plebeyas de áreas rurales. Una vez que la clase baja tuvo una mayor representación política, se presentó una mayor oportunidad para que finalmente ascendieran en la escala política y social, haciendo del “gobierno del pueblo” una meta más alcanzable.

## Electorado y participación
La votación para la mayoría de los cargos estaba abierta a todos los ciudadanos romanos de pleno derecho, un grupo que excluía a las mujeres, los esclavos y, originalmente, a los que vivían fuera de Roma. En la República temprana, el electorado habría sido pequeño, pero a medida que Roma creció, se expandió. La Lex Julia del 90 a. C., que extendía los derechos de voto a los ciudadanos de toda Italia, expandió enormemente la franquicia. Según el censo republicano final del 70 a. C., había 910.000 posibles electores.
Una incógnita es cómo los romanos mantuvieron un registro de quién era elegible para votar. Los debates sobre la franquicia eran frecuentes dado que se debía diferenciar a los votantes de los no votantes. Una posibilidad es que a medida que los votantes se reunieran como tribu, los miembros serían lo suficientemente conocidos entre sí como para detectar a un extraño, pero a medida que la población crecía, esto habría sido difícil. Los historiadores han propuesto que se habría mantenido una nómina electoral central de votantes o que los ciudadanos recibieran algún tipo de identificación como votantes, pero no sobrevive ninguna fuente o evidencia arqueológica de ninguna de las dos.
Otro tema debatido es la participación. Ninguna fuente contemporánea indica cuántos votos eran emitidos en alguna elección. Una pista de un número aproximado es el tamaño del área de votación. Como cónsul, Julio César inició la construcción de una estructura en el Campo de Marte para contener a la población mientras votaba. El tamaño de la estructura, si estuviera completamente llena de votantes, podría haber albergado entre 30 mil y 70 mil personas. Es casi seguro que se trata de una estimación alta, ya que al menos se habrían necesitado espacios abiertos para la realización de las mismas. Cicerón menciona en un trabajo que la votación por un solo cónsul en el 45 a. C. tomó 5 horas, con los équites y la primera y segunda clases votando. Por lo que sabemos de cómo se estructuraba la votación, los historiadores han estimado que como máximo podrían haber votado en esa elección entre 6 mil y 16.800. Con un electorado de 910 mil, incluso las conjeturas más generosas sitúan la participación electoral por debajo del 10%.

## Fin de las elecciones
El gobierno de César Augusto vio el declive final de las elecciones democráticas en Roma. Augusto socavó y disminuyó la importancia de los resultados electorales, y finalmente eliminó las elecciones por completo. También disminuyó la importancia de los cargos mismos: el Senado estaba lleno de sus partidarios, por lo que la candidatura se basaba en el halago y no en el mérito, ya que podía nominar a los senadores libremente y esencialmente controlaba a todos los miembros. Augusto también tenía una gran influencia sobre los magistrados; se le otorgó el poder de otorgar elogios a los candidatos a cargos públicos, lo que se convirtió en una garantía de ganar las elecciones. Más tarde anuló el poder de los tribunos electos al asumir los poderes de un tribuno sin ocupar realmente el cargo en sí, lo que le permitió actuar como uno solo sin que otros tribunos lo desafiaran. Esto incluyó derribar cualquier legislación propuesta por los demás, disminuyendo significativamente el poder de los tribunos. Debido a esto, a pesar de que todavía se llevaban a cabo elecciones, los resultados importaban mucho menos en comparación a la República. Finalmente, al final de su principado, Augusto eliminó la elección directa por completo, estableciendo la designación por un grupo de senadores y équites. A los ciudadanos todavía se les permitía elegir a los funcionarios municipales, pero ocupar puestos de alto nivel se dejaba enteramente a quienes ya estaban en el poder.
Hay pruebas de que las elecciones continuaron a nivel municipal durante algún tiempo fuera de Roma. Entre los restos de Pompeya se han encontrado varias inscripciones de grafiti alabando a un candidato u otro, lo que indica que las elecciones competitivas todavía estaban en curso allí en el año 79.